# Kładka Śliwno-Waniewo
Kładka Śliwno-Waniewo – kładka przez rzekę Narew między miejscowościami Waniewo i Śliwno w województwie podlaskim. Znajduje się w obrębie Narwiańskiego Parku Narodowego i jest obiektem turystycznym i dydaktycznym. Prowadzi nią ścieżka dydaktyczna. Kładka ma długość około 1100 m i rozciąga się nad rozlewiskami i bagnami Narwi. Składa się z drewnianych pomostów oraz pięciu pływających pomostów.

## Historia
W XV wieku przez Śliwno-Waniewo przebiegał trakt handlowy prowadzący z Korony do Wilna. W najbliższej okolicy istniały trzy przeprawy przez Narew: w Tykocinie, Śliwnie-Waniewie i w Surażu. Po obydwu stronach rzeki znajdowały się prowadzone przez Żydów karczmy. Ruch w nich był duży. W 1511 roku w tym samym miejscu, w którym obecnie jest kładka, wybudowano drewniany most. Mniej więcej w połowie jego długości, na najwyższym miejscu wybudowano Zamczysko w Waniewie. Znajdowało się dokładnie naprzeciwko obecnej wieży widokowej na kładce. Rośnie na jego miejscu kępa krzewów i drzew.
Most Śliwno-Waniewo przetrwał 10 lat. Spalił się podczas lokalnej wojenki pomiędzy skłóconymi z sobą rodami szlacheckimi Gasztołdów z Tykocina i Hlebowiczów z Waniewa. Później most odbudowano. Czasami niszczyła go kra po mroźnej zimie. Naprawiano go i istniał z przerwami do 1915 r. W tym czasie, gdy był w budowie przeprawa przez Narew odbywała się promami. W 1915 r. podczas I wojny światowej odbudowały go wojska rosyjskie, ale w tym samym roku spaliły go wojska niemieckie.

## Kładka Śliwno-Waniewo obecnie
Kładka została oddana do użytku w 2009 roku. Można na nią było wchodzić z obydwu tych miejscowości. Zamontowano przy niej tablice ścieżki edukacyjnej i jedną wieżę widokową. Drewniane pomosty zamontowano na palach nad rozlewiskami i bagnami. Koryta Narwi pokonuje się kilkoma pływającymi pomostami, które ściąga się łańcuchami lub linami siłami własnych mięśni. Na jednym promie maksymalnie mieści się 10-15 osób. Przy dużym obciążeniu przeciągnięcie promu wymaga siły, ale jest możliwe do wykonania nawet przez jednego człowieka. Zarówno z kładki, jak i z pływających pomostów mogą korzystać nie tylko piesi, ale także rowerzyści i piesi z wózkiem dziecięcym.
W okolicach kładki gniazdują liczne ptaki. Kładka i wieża widokowa są dobrym miejscem do ich obserwacji. Z czasem jednak drewniana kładka uległa naturalnemu procesowi zbutwienia. Do 2023 roku można ją było zwiedzać tylko od strony wsi Śliwno, od strony Waniewa była zniszczona i zamknięta. Obecnie (2023) odbudowaną kładkę można zwiedzać zarówno od strony Śliwna jak i Waniewa.

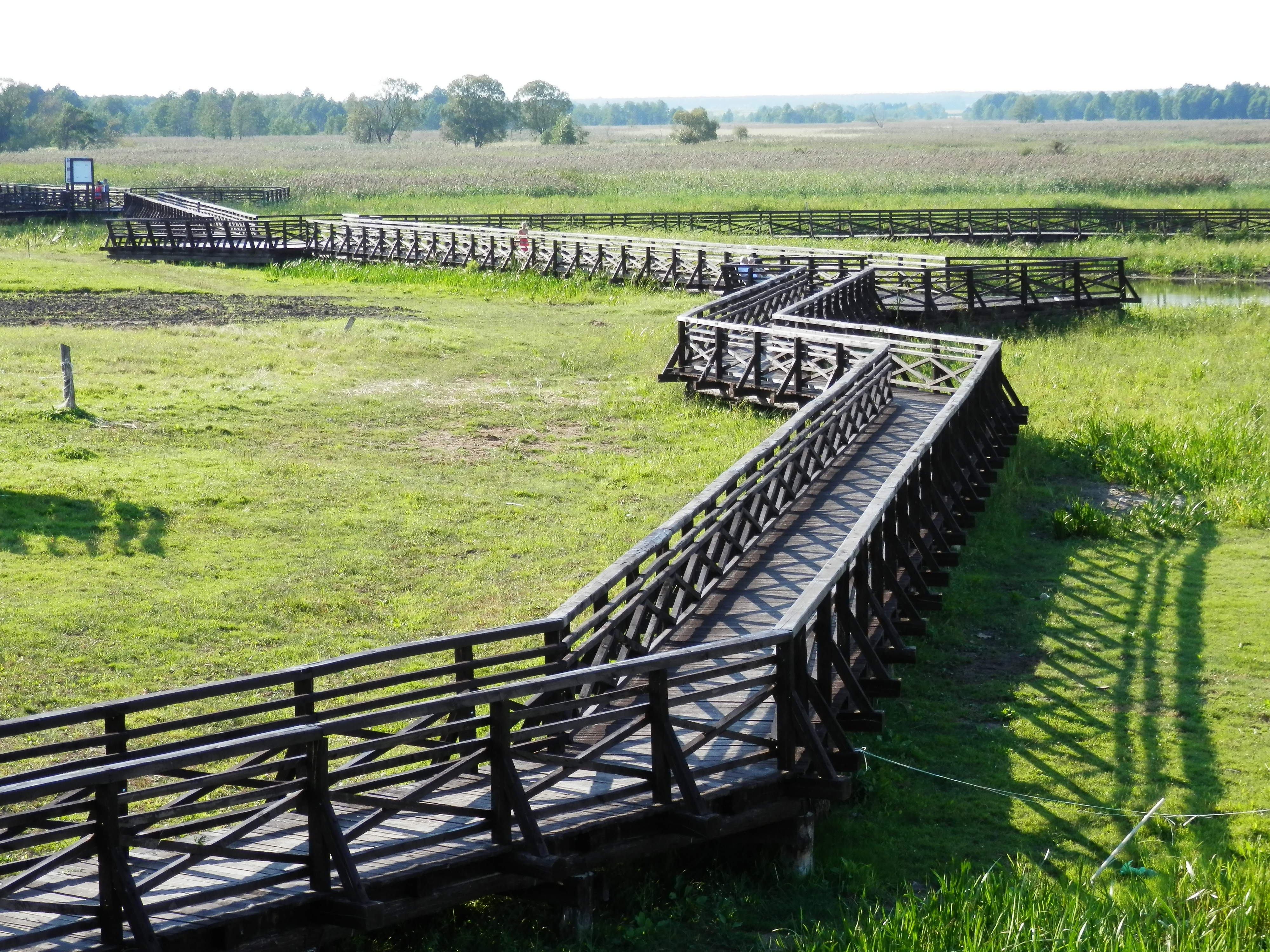
Drewniany pomost
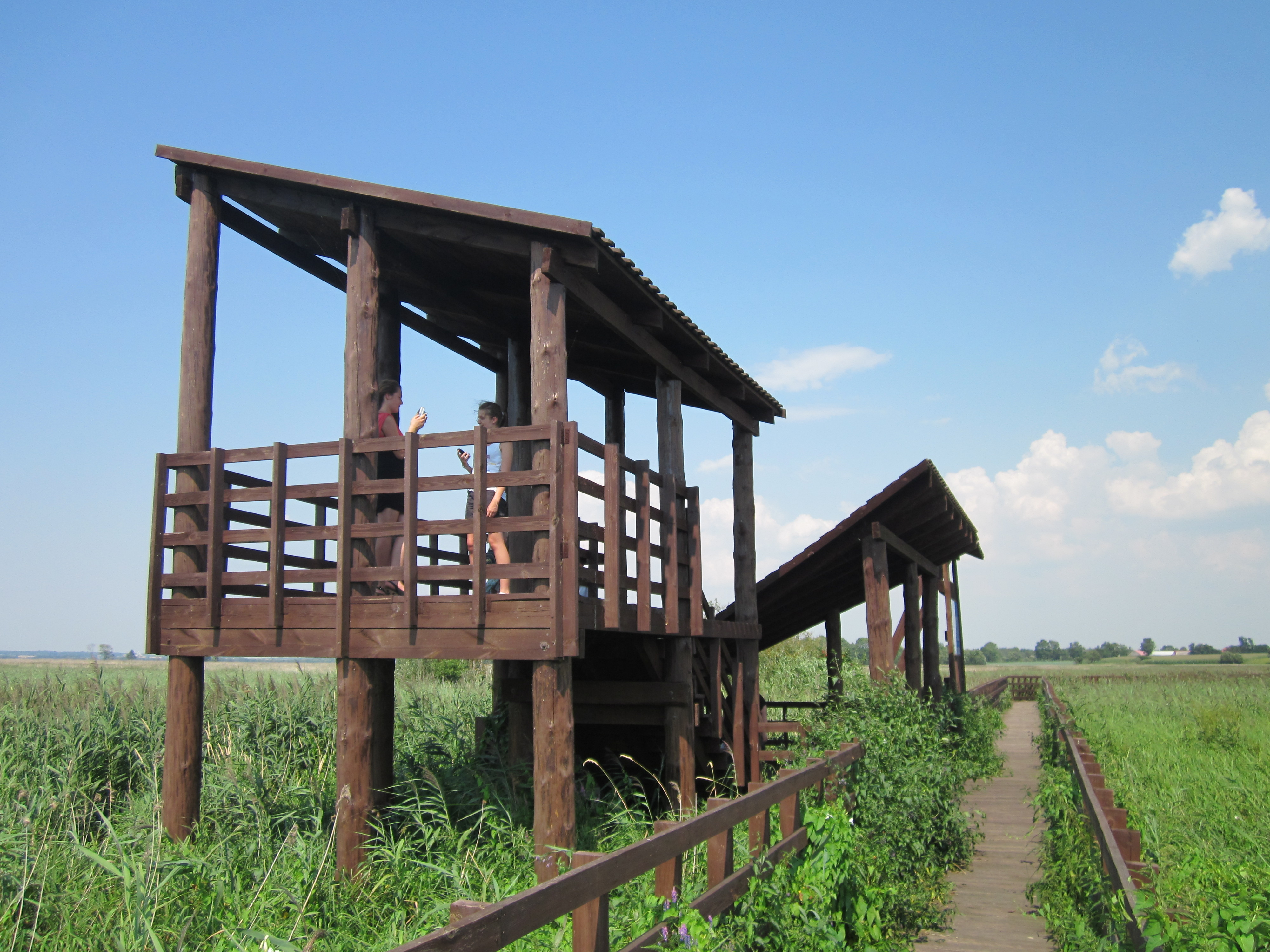
Wieża widokowa
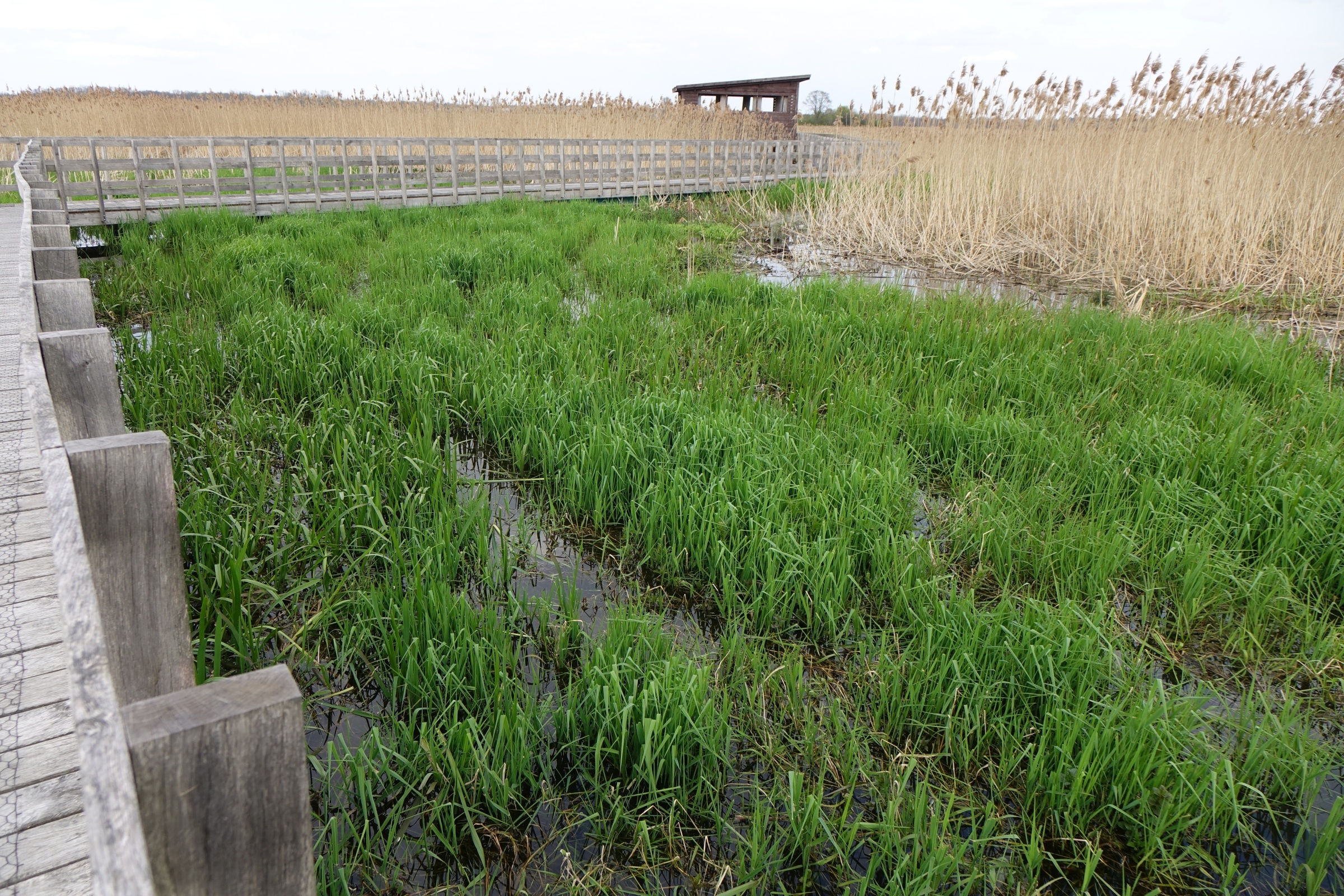
Drewniany pomost
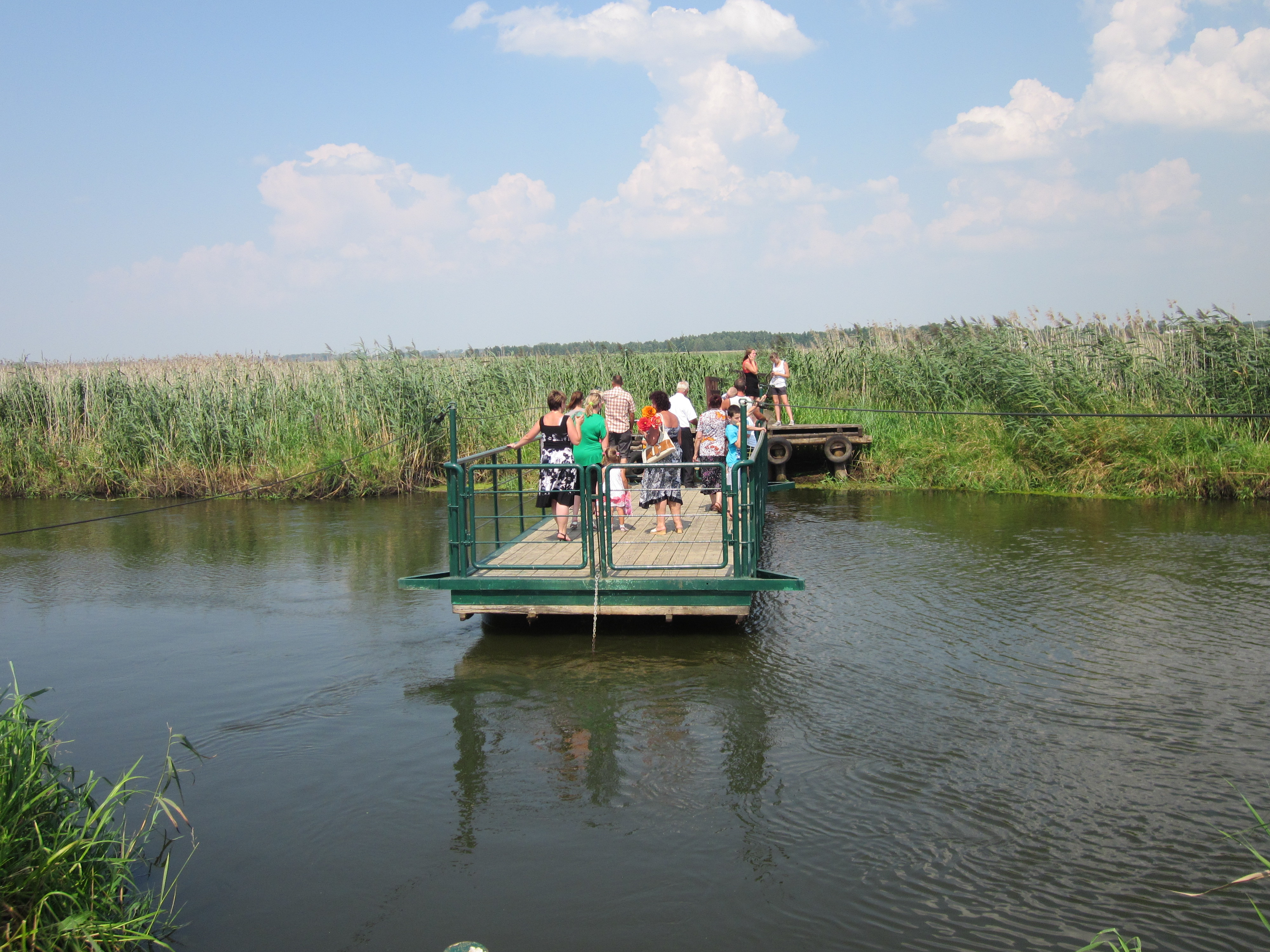
Jeden z promów
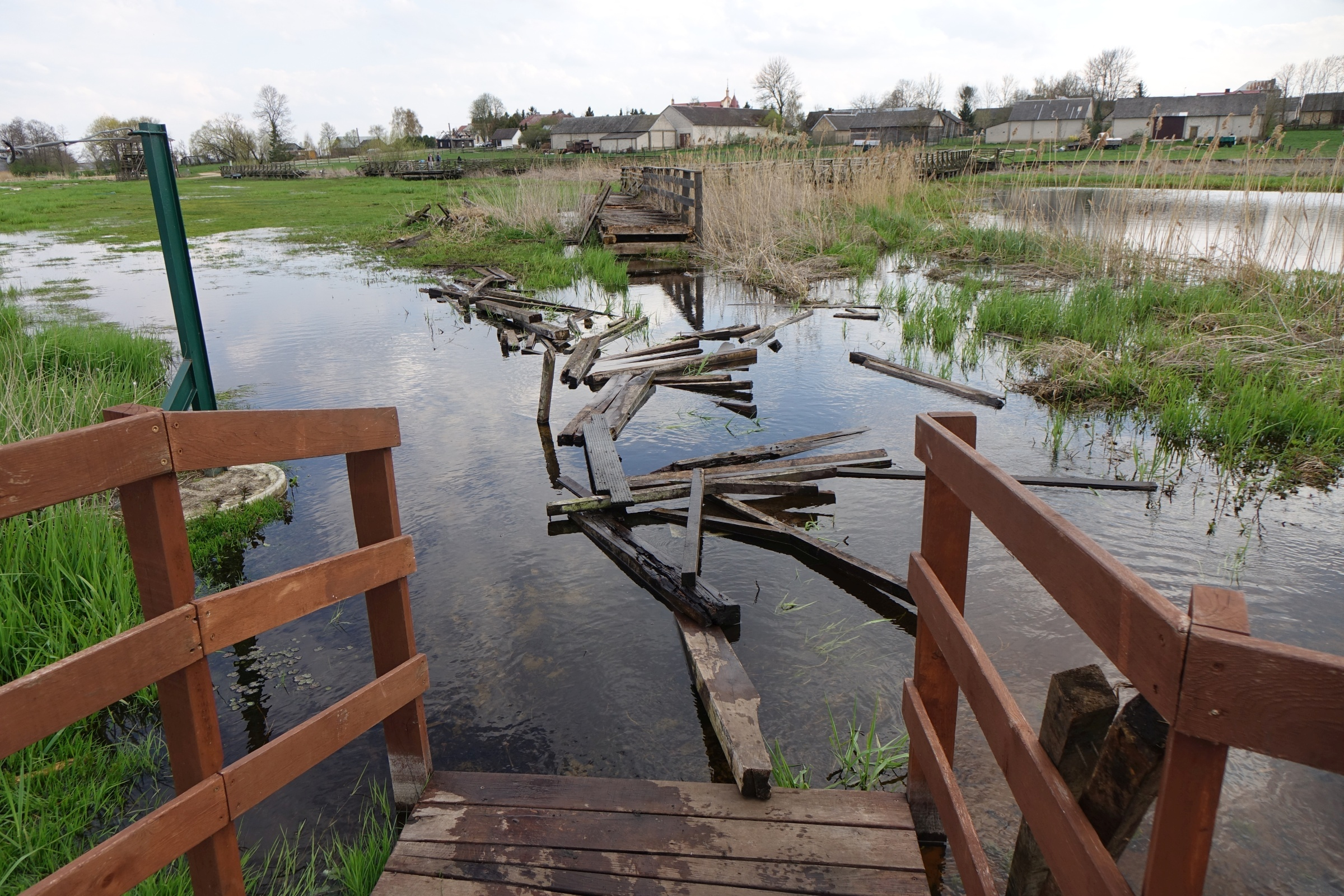
Zniszczona część od strony Waniewa (2022 r.)